# Cessione indiretta di azienda
La cessione indiretta d'azienda, nell'ordinamento giuridico italiano, è una operazione societaria straordinaria con cui il cedente conferisce l'azienda in una società di nuova costituzione ed in un secondo momento cede le partecipazioni della società neocostituita ricevute a seguito del conferimento. 

## Ratiodell'istituto
Lo scopo dell'operazione è realizzare una cessione di azienda beneficiando di un regime fiscale favorevole che si applica in presenza dei requisiti disciplinati dal primo comma dell'articolo 87 TUIR. L'istituto è largamente utilizzato nella prassi societaria proprio per i benefici che comporta rispetto alla ordinaria cessione di azienda.

## Procedimento
L'operazione straordinaria è composta da due fasi distinte:
1. il cedente conferisce l’azienda, o un ramo di essa, in una società appositamente costituita (“newco”) in regime di neutralità fiscale e riceve di conseguenza una quota di partecipazione della società “contenitore”.
2. Le quote ricevute vengono successivamente cedute in favore dell’acquirente che diviene proprietario dell’intero patrimonio aziendale mediante l’acquisto delle partecipazioni.

Le parti raggiungono, con il compimento di entrambe le fasi, l'obiettivo del trasferimento dell'azienda. L'art. 176 TUIR disciplina la prima fase relativa al conferimento di azienda e prevede la neutralità fiscale di questo. Secondo la norma infatti "I conferimenti di aziende effettuati tra soggetti residenti nel territorio dello Stato nell'esercizio di imprese commerciali, non costituiscono realizzo di plusvalenze o minusvalenze [...]". Perché il conferimento sia neutrale è necessario che:
- Il conferente mantenga come valore delle partecipazioni lo stesso valore fiscale dell’oggetto che conferisce
- Il conferitario subentri nelle posizioni del conferente agli stessi valori fiscali in ordine agli elementi dell’attivo e del passivo dell’azienda.

## Benefici fiscali
La cessione indiretta di azienda può consentire al cedente un importante risparmio d'imposta nel momento della cessione delle partecipazioni. Il risparmio si realizza grazie alla applicazione del regime agevolato "PEX" che consiste nella esenzione dalla tassazione del 95% delle plusvalenze eventualmente realizzate dal cedente. L'applicazione del vantaggio fiscale è subordinata al possesso dei requisiti dettati dall'art. 87 TUIR. 
L'esenzione fiscale non rileva ai fini dell'abuso del diritto tributario: il legislatore ha infatti previsto nell'art. 176 comma 3 TUIR che l'operazione realizzi un legittimo risparmio d'imposta. Il contribuente in possesso dei requisiti necessari può dunque scegliere alternativamente tra l'opzione della cessione d'azienda "ordinaria" o quella indiretta.